# みどりのテーブル
みどりのテーブルは、2005年から2008年に存在した、日本のみどりの党をめざす政治団体。会員は592人（2007年8月25日現在）。

## 概要
みどりのテーブルは、世界の緑の党に共通する「みどりの政治理念」（「エコロジー」「社会的公正」「参加型民主主義」「非暴力」「持続可能性」「多様性」など）を掲げ、国政の場にみどりの党を登場させることを目標に活動している政治団体であった。
日本において緑の党をめざすグループとしては、地方議員のネットワークである虹と緑等もあったが、地方政治を志向する点で役割や立場が異なっていた。なお、両者は運営委員や会員が相当程度重複していたため、実質的な連携関係にあったとみてよい。
全国各地域への展開については、地域支部を設けるのではなく、緑・にいがたなど「みどりの政治理念」を共有する地域独自の政治団体、ローカルパーティーとの連携を通じて行なっていた。また、前身であるみどりの会議以来の取り組みとして、NGO、NPO、市民団体、市民運動やその関係者との連携が進められていた。

## 沿革

### 設立までの経緯
前身であるみどりの会議が、2004年の参議院議員選挙の結果、所属国会議員が皆無となったため、2004年7月22日の党大会で政治団体としての解散を決定し、新たな出発について話し合う場としてみどりのテーブルを設け、コーディネートを参議院議員選挙候補者であった小林一朗に委任した。小林らは、参議院議員選挙の若手候補者を中心とした暫定運営委員会を立ち上げ、参議院議員選挙を勝手連的に支えた、全国各地域の無党派・市民派の市民、地方議員、ローカルパーティーなどと協力しながら、再始動に向けた準備を進めた。
一方、2005年2月11日～13日の3日間、アジア太平洋地域でみどりの政治に取り組む政党、政治団体、NGO、NPO、市民団体、市民運動が参加し「アジア太平洋みどりの京都会議2005」が開催された。この会議において、みどりの党の国際ネットワークであるグローバルグリーンズのアジア太平洋地域の組織「アジア・パシフィック・グリーンズ・ネットワーク」が発足し、みどりのテーブルは虹と緑、神奈川ネットワーク運動とともにこれに参加した。また、会議最終日である2005年2月13日にはみどりのテーブルの設立総会も開かれ、政治団体として正式に発足した。

### みどりの未来へ
2007年の参議院議員選挙への候補者擁立の準備を進め、結果、当時運営委員であった川田龍平を東京都選挙区から「無所属共同候補」として擁立し、川田は当選した。この結果を受け、川田との連携をしながら、本格的なみどりの政治勢力の結集と新政治団体発足に向けて虹と緑などと共同で準備を進めていたが、2008年5月に川田はみどりの政治運動からの離脱を表明した（その後、川田は2009年12月、みんなの党に入党）。この表明を受け、みどりのテーブルと虹と緑は、川田抜きによる両団体の統合の性格の強い新政治団体の結成準備を進め、2008年11月22日に両団体の解散総会が神戸市で開催され、引き続き行われた新政治団体の発足集会で団体名を「みどりの未来」と決定し、両団体の活動はみどりの未来へと引き継がれることとなった。

## 役職
- 共同代表
  - 稲村和美（兵庫県議会議員、みどり・ひょうご）
  - 小林一朗（2004年参議院議員選挙みどりの会議候補者）
- 運営委員
  - 阿部悦子（愛媛県議会議員）
  - 足立力也（2004年参議院議員選挙みどりの会議候補者）
  - 東敦子（渋谷区議会議員）
  - 橋本久雄（小平市議会議員）
  - 加藤良太（大学院生）
  - 小林收（元愛知県議会議員）
  - 熊野盛夫（2004年参議院議員選挙みどりの会議候補者）
  - 草島進一（鶴岡市議会議員）
  - 中山均（前新潟市議会議員、緑・にいがた）
  - 杉山廣行（みどり京都代表）
  - 渡辺さと子（香川県議会議員、虹と緑の500人リスト運動共同代表）
  - 八木聡（大町市議会議員）
  - 安田節子（2004年参議院議員選挙みどりの会議候補者）
- 会員
  - 小田々豊（元希望、みどりといのちの市民・農民連合候補者）